# Prćilovica
Prćilovica (cyr. Прћиловица) – wieś w Serbii, w okręgu niszawskim, w gminie Aleksinac. W 2011 roku liczyła 2362 mieszkańców.